# Ян, Густав (художник)
Густав Ян (нем. Gustav Jahn; 17 мая 1879 — 17 августа 1919) — австрийский пейзажист, плакатист и альпинист.

## Биография
Ян учился в частной художественной школе Адольфа Кауфмана, затем поступил в Академию изящных искусств. Там он учился у Августа Эйзенменгера и Алоиса Делуга и был награждён премией Гунделя за выдающиеся достижения в 1899 году. С 1900 по 1904 год он брал частные уроки у жанрового художника, Франца Румплера. В конце концов он объединил свои навыки и стал специализироваться на пейзажах и жанровых сценах, открывающихся с гор.
Его работы также распространялись в виде гравюр и плакатов, особенно известна серия для Императорских королевских австрийских государственных железных дорог.
Его истинной страстью был альпинизм; интерес, возникший с очень раннего возраста. Стипендия для учёбы в Риме, которую он получил в 1904 году, использовалась больше для скалолазания, чем для рисования. Его любимыми районами были Ракс и Шнеберг, Гезойз, Дахштайн и Доломиты. Он участвовал в первом восхождении на Große Bischofsmütze.
Он также был лыжником и прыгуном с трамплина. Выиграл более двадцати восьми наград за свою карьеру. Эти достижения привели к тому, что он служил инструктором во время Первой мировой войны, проводя обучение горных войск в Доломитовых Альпах.
В 1919 году он и его напарник Майкл Кофлер потерпели смертельное падение на Ödstein. Причина их падения остаётся неясной, так как это произошло на лёгком участке тропы. Ян был похоронен в Йонсбахе.

## Галерея

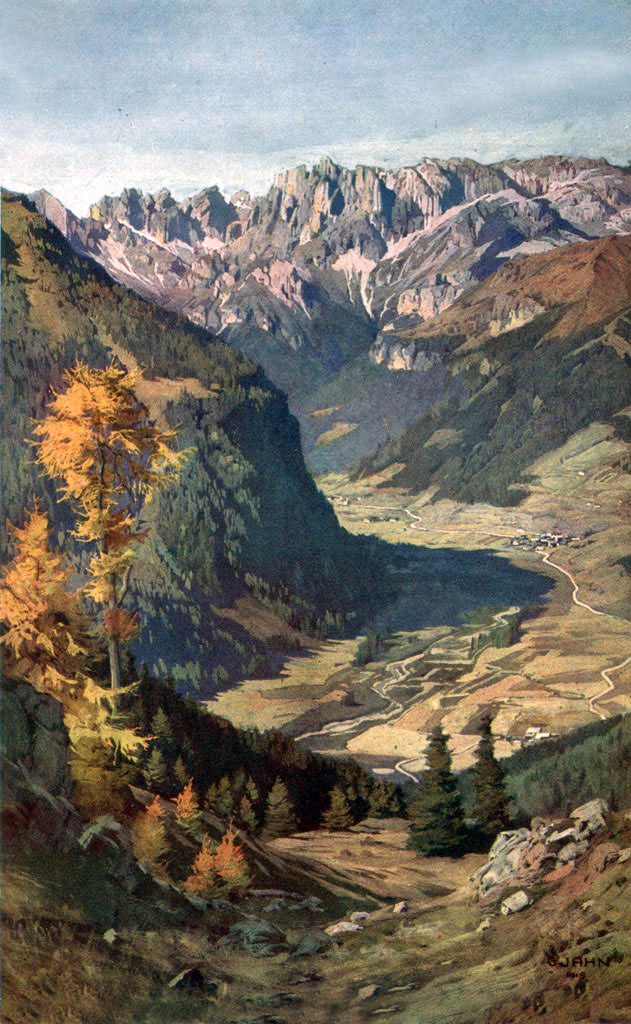
Осень в долине Фасса с Rose Garden Group
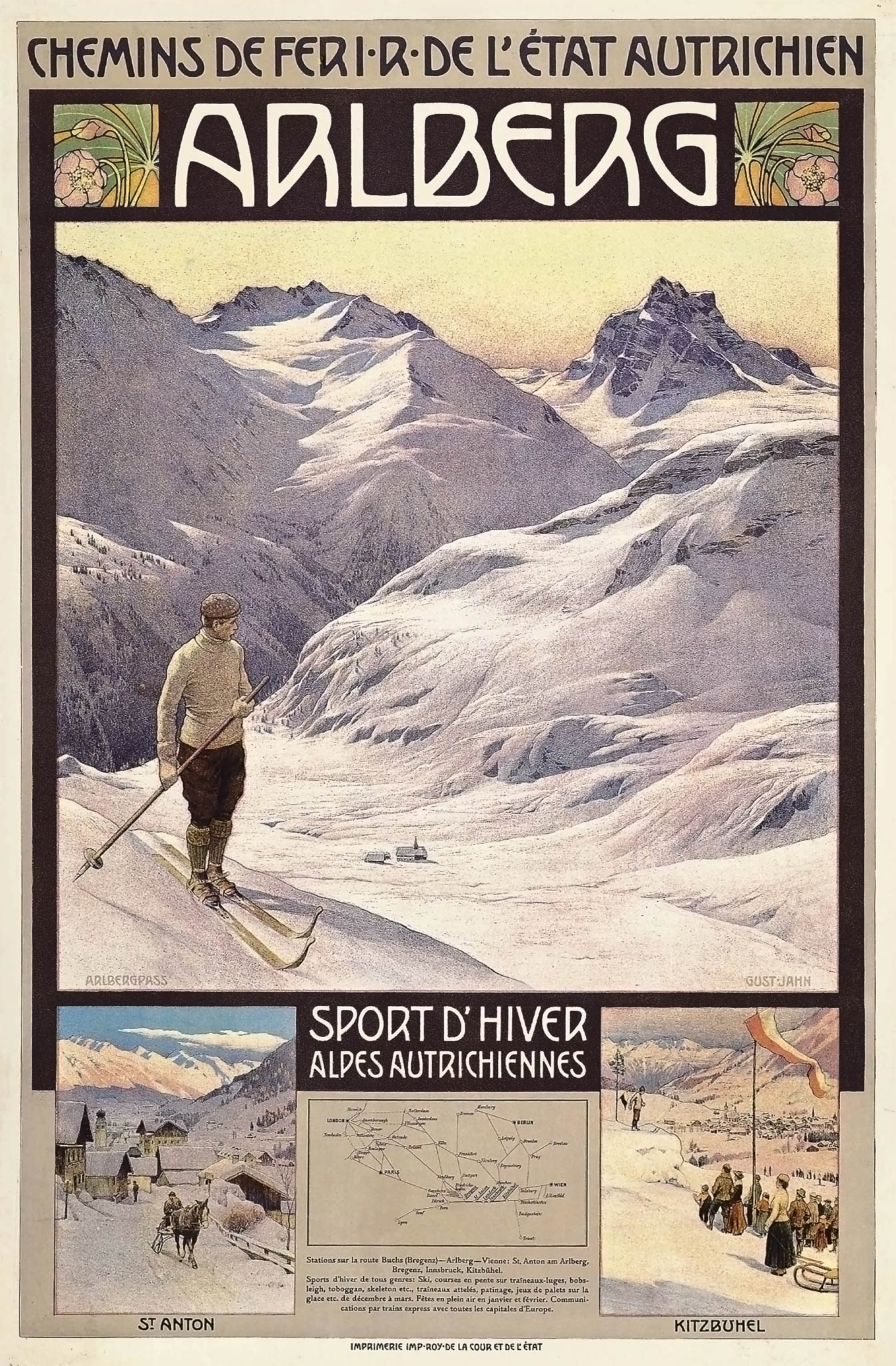
Плакат государственных железных дорог (1907)